# Alli (concejo)
Pour les articles homonymes, voir Alli.
Alli est une commune située dans la municipalité de Larraun de la communauté forale de Navarre, dans le Nord de l’Espagne.
Cette commune se situe dans la zone bascophone de la Navarre. Elle est située dans la mérindade de Pampelune, à 35km de Pampelune. Sa population en 2021 était de 37 habitants.

## Géographie
La commune d'Alli est située dans la partie centrale de la municipalité de Larraun. Sa superficie est de 3,48km², et sa densité de population est de 10,06 hab/km². La commune est limitrophe au nord de la commune de Lekunberri; à l'est de Mugiro ; au sud d'Astitz et à l'ouest d'Iribas.
|        | Lekunberri |        |
| Iribas | Alli       | Mugiro |
|        | Astitz     |        |

## Population
| 2000 | 2001 | 2002 | 2003 | 2004 | 2005 | 2006 | 2007 | 2008 |
| ---- | ---- | ---- | ---- | ---- | ---- | ---- | ---- | ---- |
| 32   | 31   | 33   | 34   | 44   | 42   | 44   | 53   | 40   |

| 2009 | 2010 | 2011 | 2012 | 2013 | 2014 | 2015 | 2016 | 2017 |
| ---- | ---- | ---- | ---- | ---- | ---- | ---- | ---- | ---- |
| 41   | 36   | 33   | 34   | 35   | 35   | 36   | 39   | 38   |

| 2018 | 2019 | 2020 | 2021 | - | - | - | - | - |
| ---- | ---- | ---- | ---- | - | - | - | - | - |
| 36   | 35   | 38   | 37   | - | - | - | - | - |